# Villalómez
Villalómez es una localidad del municipio burgalés de Valle de Oca, en la Comunidad Autónoma de Castilla y León (España). 
La iglesia está dedicada a San Julián y Santa Basilisa.

## Localidades limítrofes
Confina con las siguientes localidades:
- Al sureste con Espinosa del Camino.
- Al sur con Villafranca Montes de Oca y Ocón de Villafranca.
- Al suroeste con Mozoncillo de Oca.
- Al noroeste con Villanasur Río de Oca.

## Demografía
| Gráfica de evolución demográfica de Villalómez entre 1842 y 1920 |
| |
| Población de derecho según los censos de población del INE. Población de hecho según los censos de población del INE.Entre el censo de 1930 y el anterior, este municipio desaparece porque se agrupa en el municipio Valle de Oca. |

Evolución de la población
| Gráfica de evolución demográfica de Villalómez entre 2000 y 2017   |
|                                                                    |
| Población de derecho (2000-2017) según el padrón municipal del INE |

## Historia
Así se describe a Villalómez en el tomo XVI del Diccionario geográfico-estadístico-histórico de España y sus posesiones de Ultramar, obra impulsada por Pascual Madoz a mediados del siglo XIX:

Aldea con ayuntamiento en la provincia, diócesis, audiencia territorial y capitanía general de Burgos (6 leguas), partido judicial de Belorado (2). Situada en medio de un valle de 2 leguas de largo por ¼ de ancho; su clima es húmedo y frío, pero saludable; reina el viento N y los reumas y pulmonías. Tiene 40 casas, entre ellas una capitular; una escuela de primera educación; una iglesia parroquial (San Julián y Santa Basilisa) y a corta distancia el culto de aquella está servido por un cura y un sacristán. Confina el término N Villamayor; E Espinosa del Camino; S Villafranca, y O Ocón. Su terreno es desigual y de mediana calidad generalmente hablando; a las inmediaciones de la población y orillas del río Oca, que baña el terreno hay grandes choperas, cuyos árboles se utilizan para la construcción de edificios; el expresado río corre de S a N y después de 10 leguas de curso va a entregar sus aguas al Ebro. Caminos: los locales. Las producciones son trigo, cebada y toda clase de legumbres, lino y pocas hortalizas, y también algún ganado. Industria: la agrícola. Población: 43 vecinos, 163 almas. Capital productivo: 703.000 reales. Imponible: 70.000 reales. Contribución: 3.276 reales 29 maravedíes. Este pueblo pertenecía antiguamente a la jurisdicción de Villafranca, gozando del privilegio de montes y pastos.
Diccionario geográfico-estadístico-histórico de España y sus posesiones de Ultramar